# Giorgi Bibileiszwili
Giorgi Bibileiszwili (gruz. გიორგი ბიბილეიშვილი, ur. 29 maja 1989 w Gruzji) – gruziński piłkarz występujący na pozycji pomocnika, obecnie bez klubu.

## Przebieg kariery
Wychowanek 35 Szkoły Piłkarskiej w Tbilisi, seniorską karierę zaczął w drugoligowym uniwersyteckim klubie STU Tbilisi, gdzie w ciągu trzech rund rozegrał 40 meczów, w których strzelił dwa gole. Od drugiej rundy sezonu 2012/2013 do końca sezonu 2013/14 reprezentował barwy pierwszoligowej drużyny Sioni Bolnisi, występując łącznie w 20 spotkaniach ligowych..